# Sulino (przystanek kolejowy)
Sulino – przystanek kolejowy w Sulinie, w województwie zachodniopomorskim, w Polsce.

## Ruch pasażerski
| Rok  | Wymiana pasażerska na dobę |
| ---- | -------------------------- |
| 2017 | 0-9                        |
| 2022 | 0-9                        |

## Połączenia
- Kalisz Pomorski
- Stargard
- Szczecin
- Piła